# Глуон
Глуони във физиката на елементарните частици се наричат реални векторни калибровъчни бозони, които са носители на силните взаимодействия на цветните заряди в квантовата хромодинамика. За разлика от неутралния фотон (преносител на електромагнитното взаимодействие в квантовата електродинамика, който не си взаимодейства с другите фотони), глуоните взаимодействат помежду си. Това явление носи названието Самодействие на полето (цветното поле) и произхожда от некомутативността на групата на симетрии на силното взаимодействие {\displaystyle SU_{c}(3)} ({\displaystyle c} идва от colour). За разлика от кварките, които са червени, зелени или сини, глуоните носят по два цвята.